# Juan Fernández de Padilla
Juan Fernández de Padilla (¿1312?-1376) fue un noble castellano del siglo XIV, fue Señor de Calatañazor y de parte de Coruña del Conde. Fue Alguacil mayor de Toledo y camarero de Enrique II de Castilla.

## Biografía
Juan Fernández de Padilla nació sobre el año 1312 en Ávila, era el primogénito de Pedro López de Padilla II y de María González de Leiva. Su padre fue ballestero mayor de Pedro I de Castilla y su madre era la hija de Juan Martínez de Leiva, señor de Coruña del Conde adelantado mayor de Castilla y camarero mayor del rey. 
De la herencia de sus padres obtuvo el señoría de Calatañazor y, al menos tres partes de Coruña del Conde, siendo el pariente mayor de la línea troncal del linaje Padilla proveniente de Padilla de Yuso en Burgos. Extendió sus intereses por tierras de Soria y Toledo y se emparentó con los Ayala.
Enrique II de Castilla. del que era camarero, le concedió el señorío jurisdiccional de la villa de Calatañazor fijando en el Castillo de Calatañazor la residencia solariega del linaje y la villa y su tierra el ámbito geográfico de referencia familiar. En Toledo fue nombrado alguacil mayor y su residencia en esa ciudad le permitió tener un contacto más directo con la Corte y los grandes asuntos políticos del reino.
En 1369 se casó con Juana de Ayala, perteneciente al importante linaje de los Ayala de la alta nobleza castellana. De ese matrimonio tuvo dos hijos: Pedro López de Padilla y María de Padilla. Los hijos de Juan Fernández de Padilla cerraron, mediante matrimonios, una doble alianza con el linaje de los Sarmiento; por un lado el matrimonio de Pedro López de Padilla III y María de Padilla con Leonor Sarmiento y Diego Pérez Sarmiento, adelantado mayor de Galicia, hijos de Pedro Ruiz Sarmiento, señor de Salinas y mariscal de Castilla, y de Juana de Guzmán.
Juan Fernández de Padilla falleció antes de noviembre de 1376.